# Bukovac Svetojanski
 Bukovac Svetojanski  falu Horvátországban Zágráb megyében. Közigazgatásilag Jasztrebarszkához tartozik.

## Fekvése
Zágrábtól 32 km-re délnyugatra, községközpontjától 8 km-re északnyugatra fekszik. 

## Története
A település a középkorban a lipovaci uradalomhoz tartozott. 1464-ben a vár a Frangepánoké lett. Frangepán Márton Bukovecet Belčićivel és Volavjevel együtt híveinek a Lukačićoknak adta. 1455-ben és 1466-ban a svetajanai plébánia részeként "Bukowez" néven említik, ma is ehhez a plébániához tartozik. 1857-ben 155, 1910-ben 168 lakosa volt. Trianon előtt Zágráb vármegye Jaskai járásához tartozott. 2001-ben a falunak 92  lakosa volt. 

## Lakosság
| Lakosság változása | Lakosság változása | Lakosság változása | Lakosság változása | Lakosság változása | Lakosság változása | Lakosság változása | Lakosság változása | Lakosság változása | Lakosság változása | Lakosság változása | Lakosság változása | Lakosság változása | Lakosság változása | Lakosság változása |
| ------------------ | ------------------ | ------------------ | ------------------ | ------------------ | ------------------ | ------------------ | ------------------ | ------------------ | ------------------ | ------------------ | ------------------ | ------------------ | ------------------ | ------------------ |
| 1857               | 1869               | 1880               | 1890               | 1900               | 1910               | 1921               | 1931               | 1948               | 1953               | 1961               | 1971               | 1981               | 1991               | 2001               |
| 155                | 156                | 177                | 183                | 206                | 168                | 159                | 176                | 162                | 158                | 161                | 134                | 111                | 113                | 92                 |

## Külső hivatkozások
- Jasztrebaszka város hivatalos oldala
- Sveta Jana plébániájának honlapja